# Kathedrale Unserer Lieben Frau (Sitten)

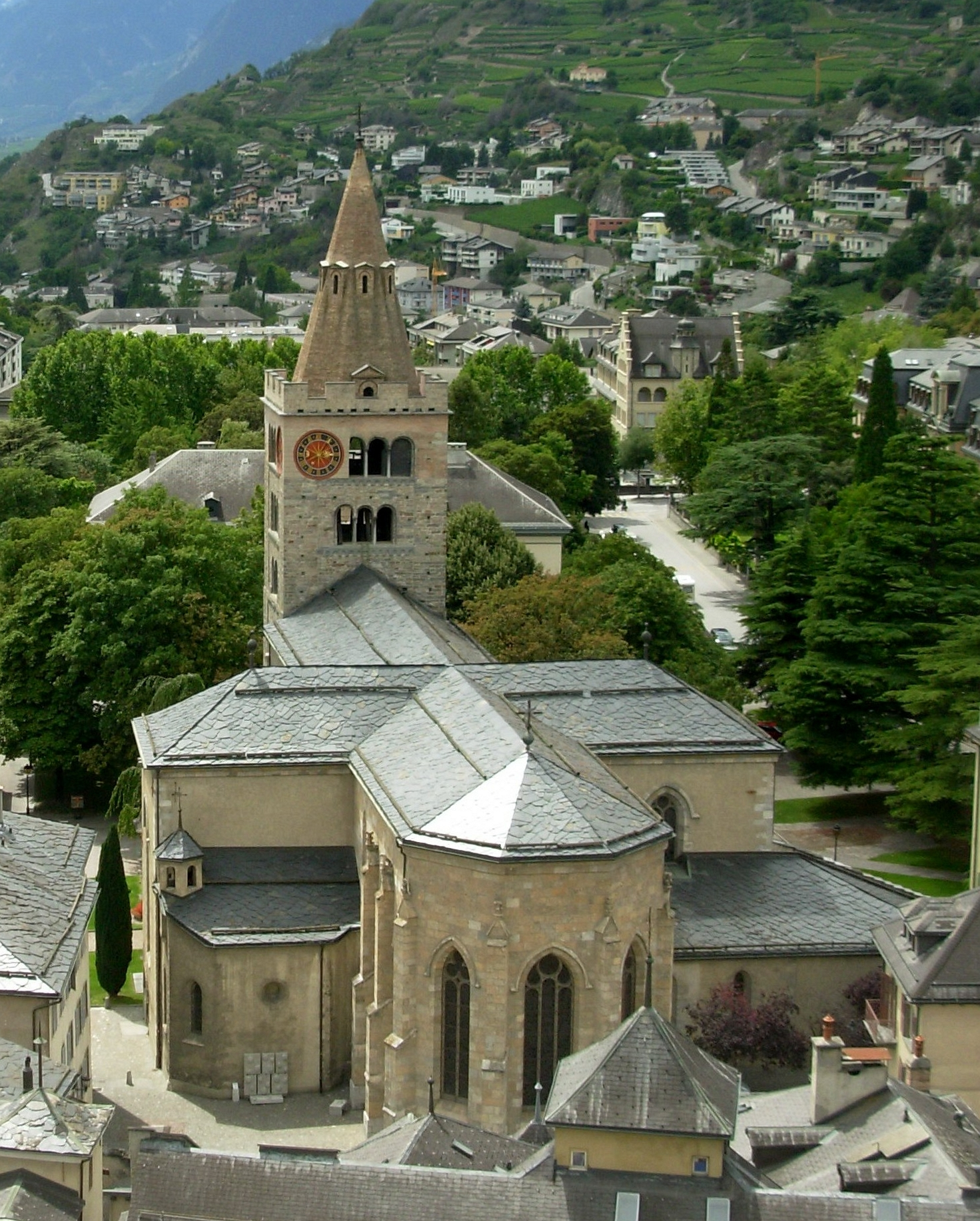
Kathedrale von Sitten: romanischer Turm, gotisches Langhaus

Die Kathedrale Unserer Lieben Frau in Sitten im Schweizer Kanton Wallis (frz. Notre-Dame de Sion oder Notre-Dame du Glarier) ist die Bischofskirche des römisch-katholischen Bistums Sitten. Sie ist ein Schweizer Kulturgut von nationaler Bedeutung und steht daher unter Denkmalschutz.

## Geschichte
Gegen Ende des 6. Jahrhunderts wurde der Bischofssitz von Martigny (Octodurum) nach Sitten verlegt. Von einer Sittener Bischofskirche vor dem 8. Jahrhundert ist jedoch nicht einmal der Ort bekannt. Um die Wende zum 9. Jahrhundert entstand als erster Bau an heutiger Stelle eine karolingische Kirche, die 1010 durch einen Brand zerstört wurde. Danach wurde die romanische Kathedrale erbaut, die mit wenigen Veränderungen bis zum 15. Jahrhundert bestand. Der im Kern bis heute vorhandene Glockenturm entstand um die Wende zum 13. Jahrhundert. In der Blütezeit der weltlichen Macht der Bischöfe von Sitten waren Burg und Basilika von Valeria Sitz des Domkapitels und Repräsentationsort des Fürstbistums. Die Kathedralwürde blieb jedoch bei Notre-Dame du Glarier.

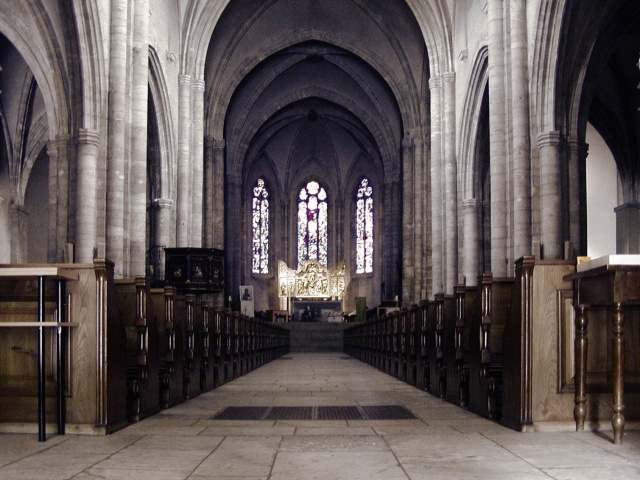
Inneres

Mehrere Brände und Kriegshandlungen im Spätmittelalter beschädigten das romanische Gebäude so stark, dass das Langhaus zwischen 1450 und 1500 unter den Bischöfen Walter Supersaxo (1457–1482), Jost von Silenen (1482–1496), Nikolaus Schiner (1496–1499) und Kardinal Matthäus Schiner (1499–1522) durch einen gotischen Neubau ersetzt wurde, das zusammen mit dem romanischen Turm im Wesentlichen die heutige Kathedrale bildet.
1947/48 wurde der Chor um zwei Joche nach Osten verlängert.

## Architektur und Ausstattung
Die Kathedrale Unserer Lieben Frau von Sitten ist eine geostete dreischiffige Basilika mit Querhaus und langgestrecktem Chor. Der massige romanische Turm mit Kegelspitze beherrscht das Stadtbild.
Im Portaltympanon befindet sich ein Fresko im Stil des norditalienischen Trecento; es zeigt die Mutter Gottes, umgeben von zwei heiligen Bischöfen und Stifterfiguren. Das bedeutendste Stück der Ausstattung, das spätgotische Altartriptychon, stellt die Wurzel Jesse dar.

### Orgel

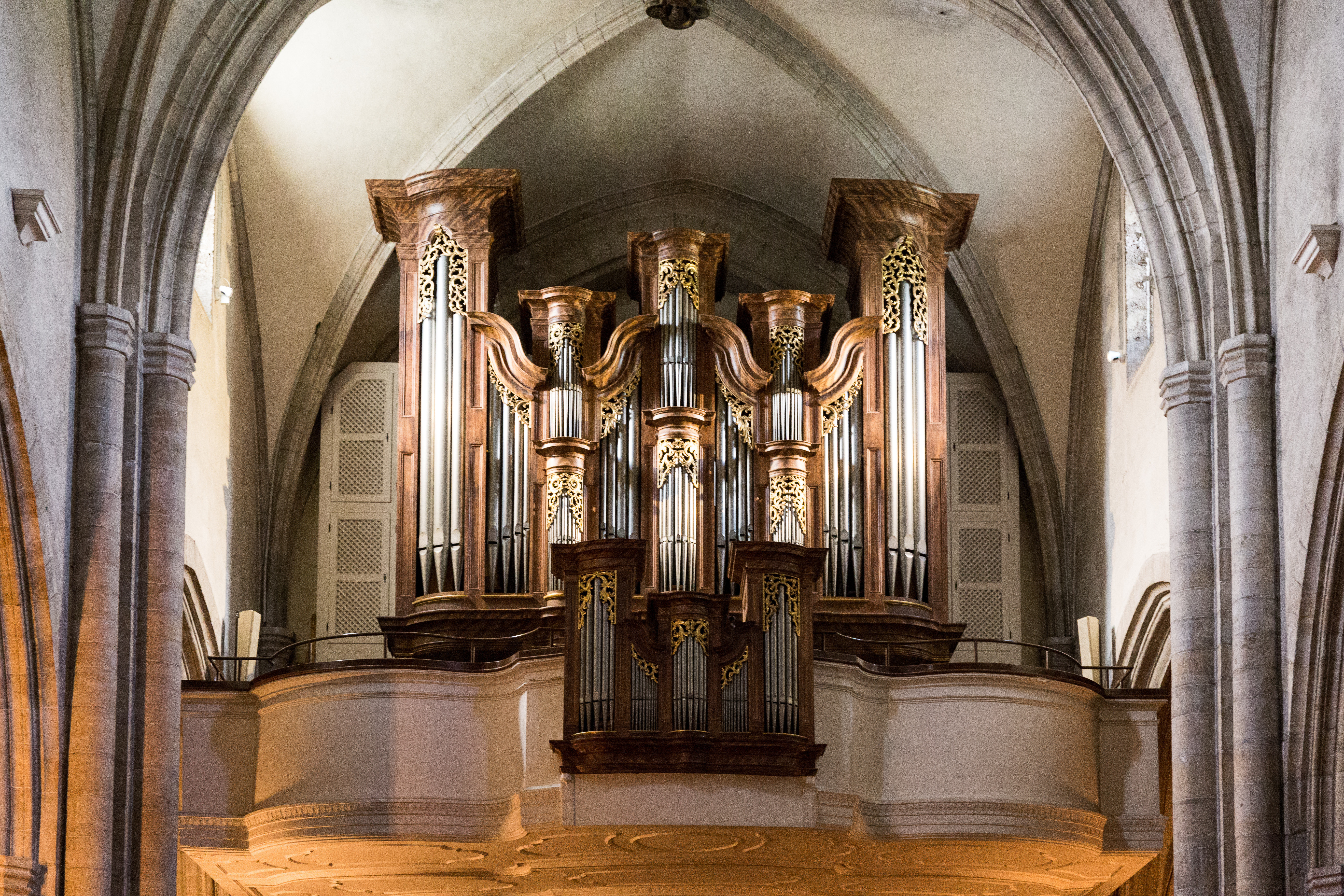
Empore mit Orgelprospekt

Die Orgel wurde im Jahre 1988 von dem Orgelbauer Hans Füglister erbaut. Das Orgelgehäuse stammt von einem Instrument des Orgelbauers Casper Carlen aus dem Jahr 1786 und wurde von Matthäus Carlenin geschaffen; von dem Instrument ist noch Pfeifenmaterial in dem heutigen Orgelwerk vorhanden. Das ursprünglich zweimanualige Instrument wurde 1874 von dem Orgelbauer Joseph Merklin überarbeitet und auch in der Disposition geändert. 1912 wurde das Instrument von dem Orgelbauer Henri Carlen von Glis umgestaltet und vergrößert, u. a. um ein drittes Manualwerk. 1988 wurde die Orgel dann letztmals restauriert und teilweise umgebaut. Das Pfeifenmaterial stammt teilweise noch aus dem Jahre 1912. Das Schleifladen-Instrument hat 49 Register auf drei Manualwerken und Pedal. die Trakturen sind mechanisch.
| I Positif de Dos C–g3 |              |         |
| 1.                    | Bourdon      | 08'     |
| 2.                    | Prestant     | 04'     |
| 3.                    | Flûte        | 04'     |
| 4.                    | Quinte       | 02 ⁄3'  |
| 5.                    | Doublette    | 02'     |
| 6.                    | Flûte        | 02'     |
| 7.                    | Tierce       | 01 3⁄5' |
| 8.                    | Larigot      | 01 ⁄3'  |
| 9.                    | Cymbale IV   | 01'     |
| 10.                   | Cromorne     | 08'     |
| 11.                   | Voix Humaine | 08'     |
|                       | Tremblant    |         |

| II Grand Orgue C–g3 |                |         |
| 12.                 | Principal      | 16'     |
| 13.                 | Principal      | 08'     |
| 14.                 | Suavial        | 08'     |
| 15.                 | Flûte          | 08'     |
| 16.                 | Bourdon        | 08'     |
| 17.                 | Octave         | 04'     |
| 18.                 | Flûte Ouverte  | 04'     |
| 19.                 | Grosse Tierce  | 03 1⁄5' |
| 20.                 | Nasard         | 02 ⁄3'  |
| 21.                 | Superoctave    | 02'     |
| 22.                 | Flageolet      | 02'     |
| 23.                 | Tierce         | 01 3⁄5' |
| 24.                 | Grand Cornet V | 08'     |
| 25.                 | Fourniture IV  | 02'     |
| 26.                 | Cymbale V      | 01 ⁄3'  |
| 27.                 | Trompette      | 08'     |
| 28.                 | Clairon        | 04'     |

| III Récit Expressif C–g3 |                   |        |
| 29.                      | Bourdon           | 16'    |
| 30.                      | Principal         | 08'    |
| 31.                      | Bourdon           | 08'    |
| 32.                      | Salicional        | 08'    |
| 33.                      | Voix Céleste      | 08'    |
| 34.                      | Octave            | 04'    |
| 35.                      | Flûte bouchée     | 04'    |
| 36.                      | Flûte             | 02'    |
| 37.                      | Cornet d'Écho III | 02 ⁄3' |
| 38.                      | Plein-Jeu IV      | 02'    |
| 39.                      | Basson            | 16'    |
| 40.                      | Trompette         | 08'    |
| 41.                      | Hautbois          | 08'    |
|                          | Tremblant         |        |

| Pedalwerk C–f1 |             |         |
| 42.            | Contrebasse | 16'     |
| 43.            | Soubasse    | 16'     |
| 44.            | Quinte      | 10 2⁄3' |
| 45.            | Flûte       | 08'     |
| 46.            | Mixture III | 05 1⁄3' |
| 47.            | Prestant    | 04'     |
| 48.            | Bombarde    | 16'     |
| 49.            | Trompette   | 08'     |

### Glocken
Im Turm der Kathedrale befindet sich ein siebenstimmiges Glockengeläut. Neben zwei großen Glocken aus dem 15. Jahrhundert sind es fünf weitere aus dem 16. bis 19. Jahrhundert.
| Glocke | Name                                  | Schlagton | Durchmesser | Giesser                             | Gussjahr |
| ------ | ------------------------------------- | --------- | ----------- | ----------------------------------- | -------- |
| 1      | Ave Maria                             | d +5/16   | 1490 mm     | Pierre Quarta & Jean Perrodet, Genf | 1447     |
| 2      | Joyeuse                               | f +4/16   | 1255 mm     | Pierre Quarta & Jean Perrodet, Genf | 1447     |
| 3      | Ste Marie, Ste Catherine, St Théodule | g -1/16   | 1080 mm     | Grassmayr, Buchs                    | 1911     |
| 4      |                                       | a -1/16   | 885 mm      | Samuel Tréboux, Vevey               | 1837     |
| 5      | Saint Théodule                        | dis -3/16 | 635 mm      | Gustave Tréboux, Vevey              | 1875     |
| 6      |                                       | fis -8/16 | 542 mm      |                                     | 1789     |
| 7      | St Marc, St Théodore                  | fis +0/16 | 445 mm      | Viktor Walpen, Reckingen VS         | 1884     |